# Glochidion
Glochidion är ett släkte av emblikaväxter. Glochidion ingår i familjen emblikaväxter.

## Bildgalleri

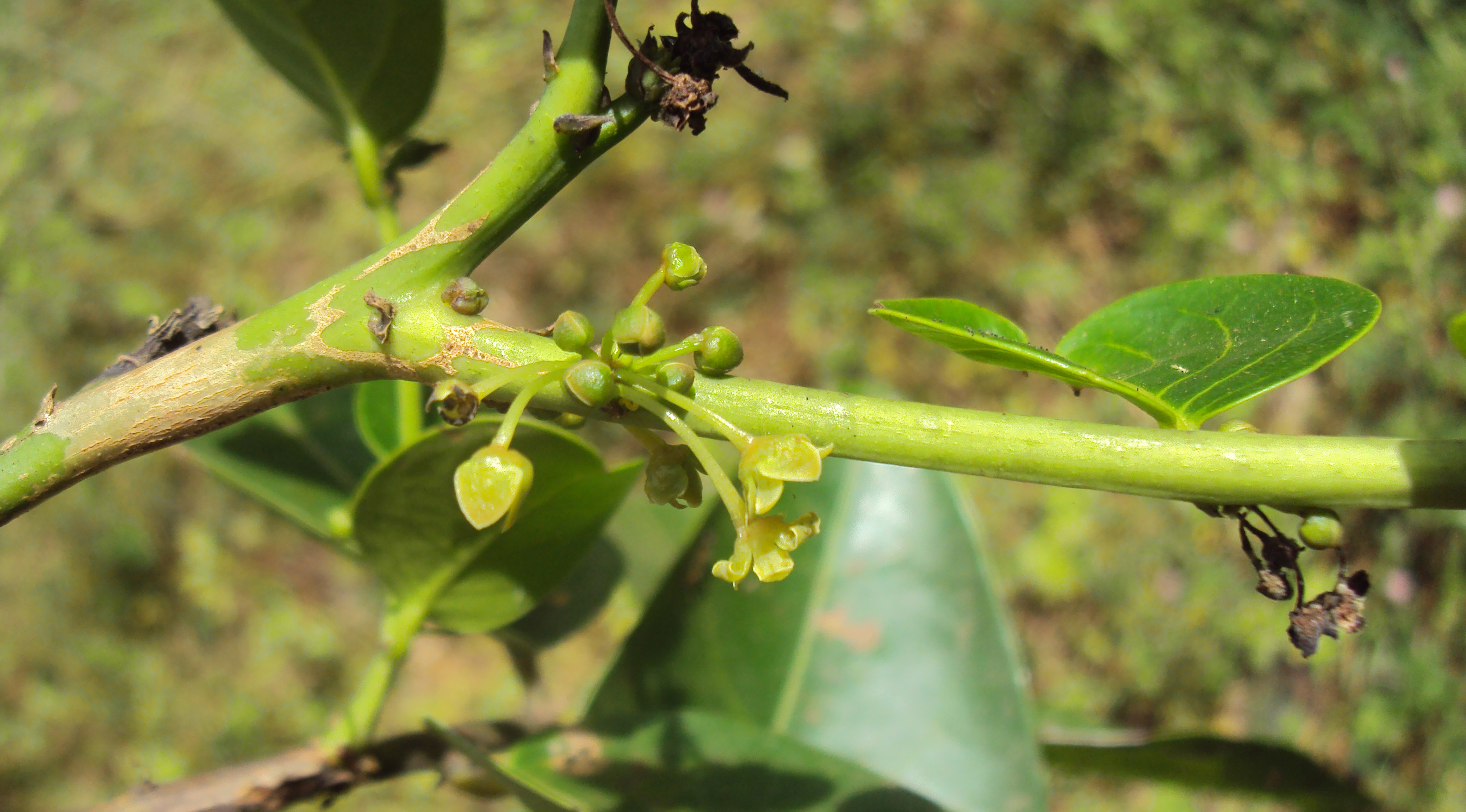
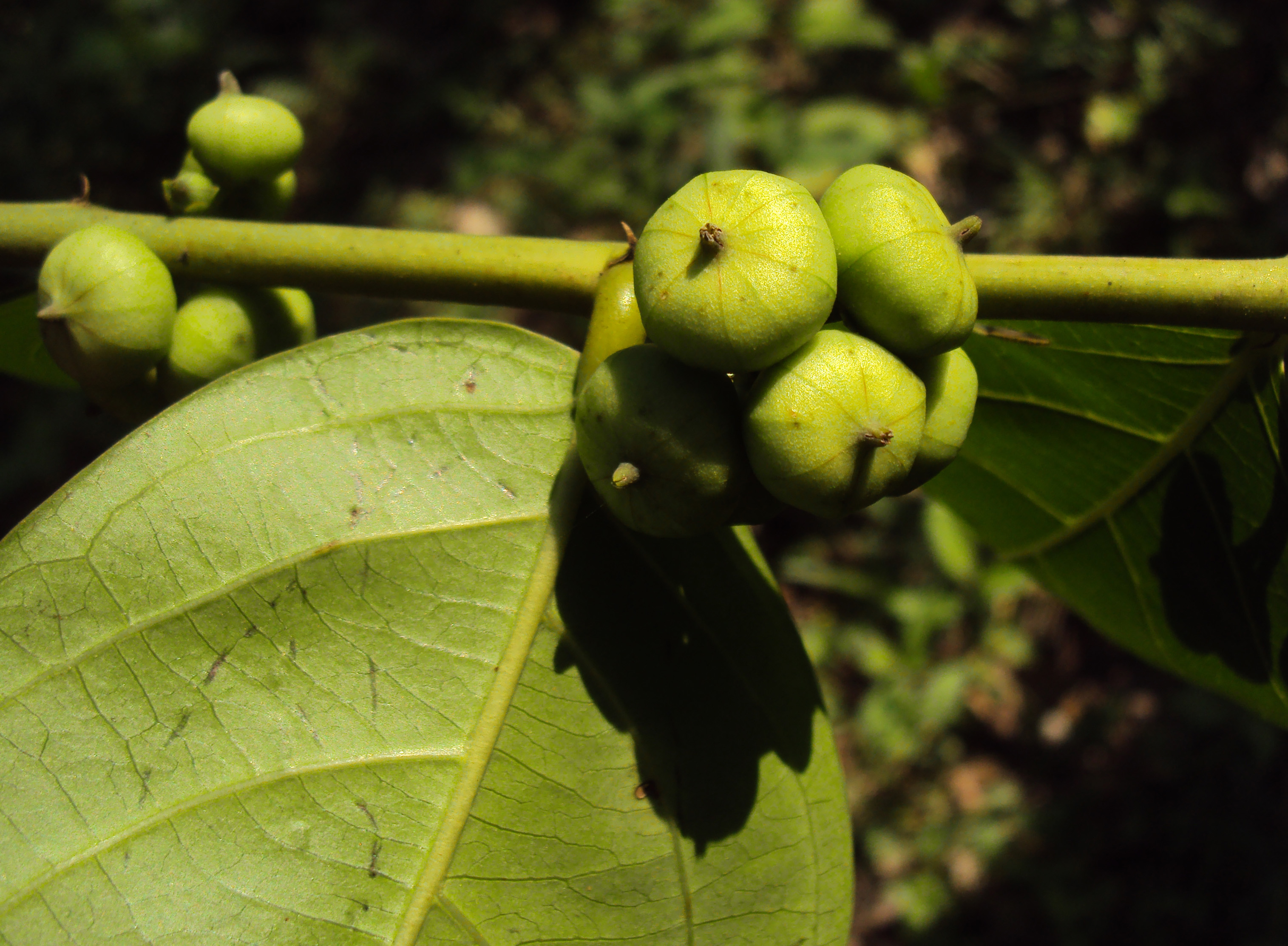
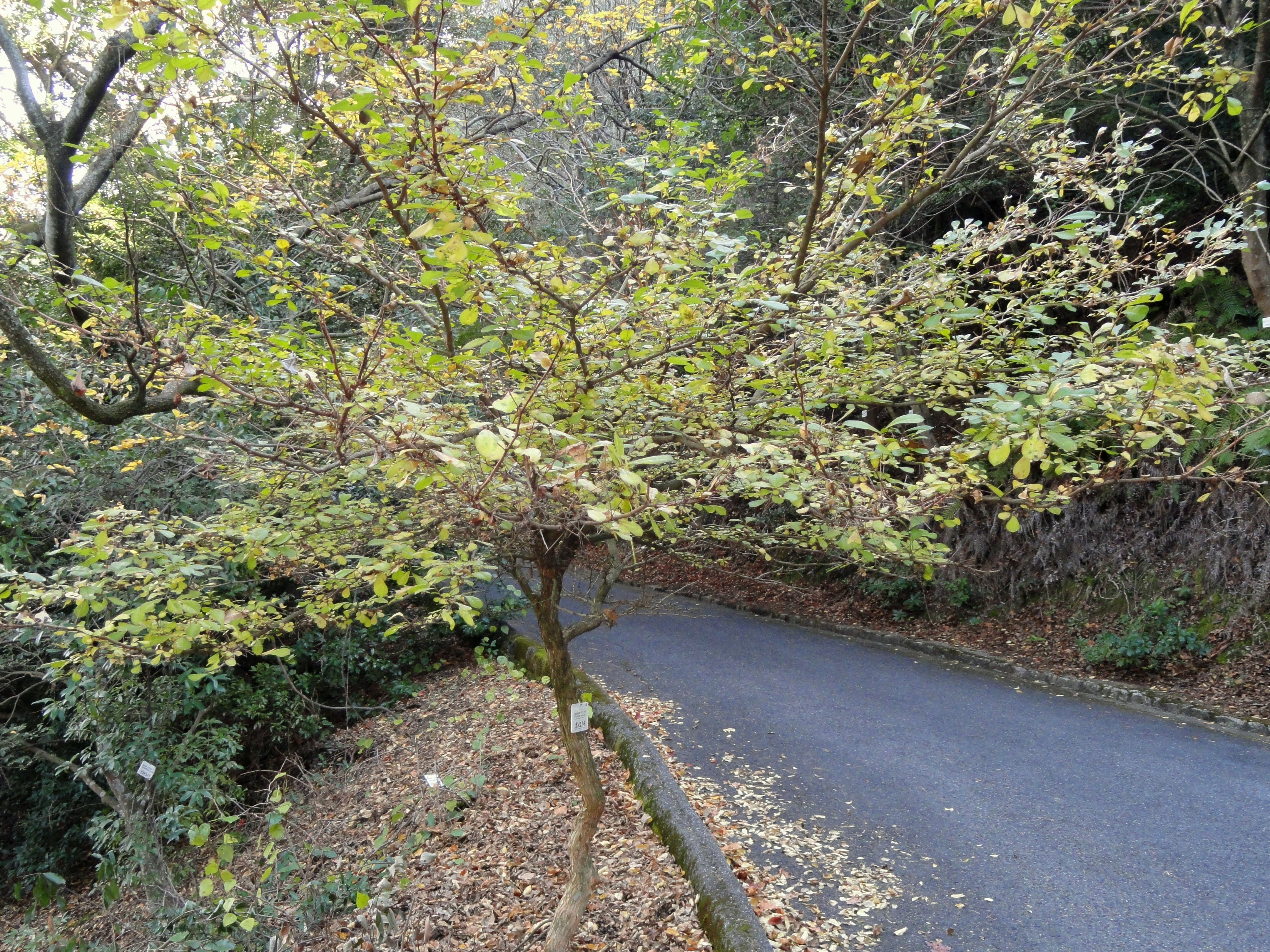

## Dottertaxa tillGlochidion, i alfabetisk ordning[1]
- Glochidion acuminatissimum
- Glochidion acuminatum
- Glochidion acustylum
- Glochidion album
- Glochidion alstonii
- Glochidion alticola
- Glochidion aluminescens
- Glochidion ambiguum
- Glochidion amentuligerum
- Glochidion andamanicum
- Glochidion andersonii
- Glochidion anfractuosum
- Glochidion angulatum
- Glochidion apodogynum
- Glochidion atalotrichum
- Glochidion atrovirens
- Glochidion auii
- Glochidion azaleon
- Glochidion bachmaense
- Glochidion balansae
- Glochidion barronense
- Glochidion beccarii
- Glochidion beehleri
- Glochidion beguinii
- Glochidion benguetense
- Glochidion benthamianum
- Glochidion billardierei
- Glochidion borgmannii
- Glochidion borneense
- Glochidion bourdillonii
- Glochidion bracteatum
- Glochidion brideliifolium
- Glochidion brooksii
- Glochidion brothersonii
- Glochidion brunnescens
- Glochidion bullatissimum
- Glochidion butonicum
- Glochidion cacuminum
- Glochidion cagayanense
- Glochidion calciphilum
- Glochidion caledonicum
- Glochidion calocarpum
- Glochidion caloneurum
- Glochidion calospermum
- Glochidion camiguinense
- Glochidion candolleanum
- Glochidion canescens
- Glochidion carrickii
- Glochidion carrii
- Glochidion castaneum
- Glochidion cauliflorum
- Glochidion cavaleriei
- Glochidion celastroides
- Glochidion cenabrei
- Glochidion chademenosocarpum
- Glochidion chevalieri
- Glochidion chlamydogyne
- Glochidion chodoense
- Glochidion chondrocarpum
- Glochidion christophersenii
- Glochidion cleistanthoides
- Glochidion coccineum
- Glochidion collectorum
- Glochidion collinum
- Glochidion comitum
- Glochidion concolor
- Glochidion conostylum
- Glochidion cordatum
- Glochidion coriaceum
- Glochidion coronulatum
- Glochidion cupreum
- Glochidion curranii
- Glochidion cuspidatum
- Glochidion cyrtophyllum
- Glochidion cyrtostylum
- Glochidion daltonii
- Glochidion dasyanthum
- Glochidion dasystylum
- Glochidion daviesii
- Glochidion decorum
- Glochidion delticola
- Glochidion dichromum
- Glochidion discogyne
- Glochidion disparilaterum
- Glochidion disparipes
- Glochidion dodecapterum
- Glochidion dolichostylum
- Glochidion drypetifolium
- Glochidion dumicola
- Glochidion elaphrocarpum
- Glochidion ellipticum
- Glochidion elmeri
- Glochidion emarginatum
- Glochidion eriocarpum
- Glochidion eucleoides
- Glochidion euryodes
- Glochidion excorticans
- Glochidion falcatilimbum
- Glochidion ferdinandii
- Glochidion flavidum
- Glochidion formanii
- Glochidion frodinii
- Glochidion fulvirameum
- Glochidion galorii
- Glochidion gaudichaudii
- Glochidion geoffrayi
- Glochidion gigantifolium
- Glochidion gillespiei
- Glochidion gimi
- Glochidion glabrum
- Glochidion glaucescens
- Glochidion glaucops
- Glochidion glomerulatum
- Glochidion goniocarpum
- Glochidion goniocladum
- Glochidion gracile
- Glochidion gracilentum
- Glochidion grantii
- Glochidion granulare
- Glochidion grayanum
- Glochidion grossum
- Glochidion harveyanum
- Glochidion helferi
- Glochidion heterocalyx
- Glochidion heyneanum
- Glochidion hivaoaense
- Glochidion hohenackeri
- Glochidion hosokawae
- Glochidion huahineense
- Glochidion humile
- Glochidion huntii
- Glochidion hylandii
- Glochidion impuber
- Glochidion insectum
- Glochidion insigne
- Glochidion insulanum
- Glochidion intercastellanum
- Glochidion inusitatum
- Glochidion jarawae
- Glochidion kanehirae
- Glochidion karnaticum
- Glochidion katikii
- Glochidion kerangae
- Glochidion kerrii
- Glochidion khasicum
- Glochidion kopiaginis
- Glochidion korthalsii
- Glochidion kostermansii
- Glochidion kunstlerianum
- Glochidion kusuktsense
- Glochidion lalae
- Glochidion lambiricum
- Glochidion lamprophyllum
- Glochidion lanceilimbum
- Glochidion lanceisepalum
- Glochidion lanceolarium
- Glochidion lanceolatum
- Glochidion latistylum
- Glochidion leptostylum
- Glochidion leucocarpum
- Glochidion leucogynum
- Glochidion ligulatum
- Glochidion littorale
- Glochidion lobocarpum
- Glochidion loerzingii
- Glochidion longfieldiae
- Glochidion longipedicellatum
- Glochidion longistylum
- Glochidion lucidum
- Glochidion lutescens
- Glochidion luzonense
- Glochidion macphersonii
- Glochidion macrocarpum
- Glochidion macrosepalum
- Glochidion macrostigma
- Glochidion maingayi
- Glochidion malindangense
- Glochidion mandakamdevi
- Glochidion mandakatense
- Glochidion manono
- Glochidion marchionicum
- Glochidion marianum
- Glochidion marquesanum
- Glochidion medogense
- Glochidion mehipitense
- Glochidion meijeri
- Glochidion melvilliorum
- Glochidion merrillii
- Glochidion mindorense
- Glochidion mitrastylum
- Glochidion molle
- Glochidion moluccanum
- Glochidion monostylum
- Glochidion moonii
- Glochidion moorei
- Glochidion mop
- Glochidion muelleri
- Glochidion multilobum
- Glochidion multiloculare
- Glochidion muscisilvae
- Glochidion myrianthum
- Glochidion myrtifolium
- Glochidion nadeaudii
- Glochidion namilo
- Glochidion nemorale
- Glochidion nervosum
- Glochidion nesophilum
- Glochidion nobile
- Glochidion nothofageticum
- Glochidion novaegeorgiae
- Glochidion novoguineense
- Glochidion nubigenum
- Glochidion oblatum
- Glochidion oblongifolium
- Glochidion obovatum
- Glochidion obscurum
- Glochidion oligotrichum
- Glochidion oogynum
- Glochidion ornatum
- Glochidion orohenense
- Glochidion oxygonum
- Glochidion pachyconum
- Glochidion palauense
- Glochidion palawanense
- Glochidion paludicola
- Glochidion papenooense
- Glochidion peltiferum
- Glochidion phellocarpum
- Glochidion philippicum
- Glochidion phyllanthoides
- Glochidion phyllochlamys
- Glochidion pilosum
- Glochidion pitcairnense
- Glochidion plagiophyllum
- Glochidion pleiosepalum
- Glochidion podocarpum
- Glochidion pomiferum
- Glochidion ponapense
- Glochidion praeclarum
- Glochidion prinoides
- Glochidion pruinosum
- Glochidion psidioides
- Glochidion puberum
- Glochidion pubescens
- Glochidion pubicapsa
- Glochidion pulgarense
- Glochidion punctatum
- Glochidion pungens
- Glochidion pyriforme
- Glochidion raivavense
- Glochidion ramiflorum
- Glochidion rapaense
- Glochidion reinwardtii
- Glochidion reticulatum
- Glochidion retinerve
- Glochidion robinsonii
- Glochidion rubrum
- Glochidion rufoglaucum
- Glochidion rugulosum
- Glochidion runikerae
- Glochidion saccocarpum
- Glochidion santisukii
- Glochidion seemannii
- Glochidion semicordatum
- Glochidion senyavinianum
- Glochidion sericeum
- Glochidion sessiliflorum
- Glochidion singaporense
- Glochidion societatis
- Glochidion sphaerogynum
- Glochidion stellatum
- Glochidion stenophyllum
- Glochidion stilpnophyllum
- Glochidion stipulare
- Glochidion striatum
- Glochidion styliferum
- Glochidion stylosum
- Glochidion subfalcatum
- Glochidion submolle
- Glochidion subsessile
- Glochidion suishaense
- Glochidion superbum
- Glochidion symingtonii
- Glochidion taitense
- Glochidion talmyanum
- Glochidion temehaniense
- Glochidion tenuistylum
- Glochidion ternateum
- Glochidion tetrapteron
- Glochidion thomsonii
- Glochidion timorense
- Glochidion tooviianum
- Glochidion triandrum
- Glochidion trichogynum
- Glochidion trichophorum
- Glochidion trusanicum
- Glochidion tuamotuense
- Glochidion ultrabasicola
- Glochidion urceolare
- Glochidion urophylloides
- Glochidion wallichianum
- Glochidion vaniotii
- Glochidion varians
- Glochidion weberi
- Glochidion websteri
- Glochidion welzenii
- Glochidion wilderi
- Glochidion williamsii
- Glochidion wilsonii
- Glochidion wisselense
- Glochidion vitiense
- Glochidion wonenggau
- Glochidion woodii
- Glochidion wrightii
- Glochidion xerocarpum
- Glochidion xestophyllum
- Glochidion zeylanicum
- Glochidion zollingeri